# Martina Casiano y Mayor
Martina Casiano y Mayor  (Madrid, 30 de enero de 1881 -19??) fue una maestra de Escuela Normal que en 1912 se convirtió en la primera mujer miembro de la Sociedad Española de Física y Química (SEFQ).

## Biografía

### Infancia y juventud
Martina Casiano y Mayor vino al mundo en Madrid el 30 de enero de 1881. De origen humilde, a la edad de 14 años ingresó en la Escuela Normal Central, donde sus inicios como estudiante no fueron demasiado fructíferos, llegando a tener que repetir el primer curso (1896-1897). Entre las materias que suspendió se encontraban la Aritmética y la Geometría, que, paradojas de la vida, acabarían convirtiéndose en su especialidad durante sus años como maestra. A pesar de todo, su rendimiento fue mejorando año a año de forma notoria. Tras acabar el segundo curso con notables calificaciones, fue aprobada para Maestra de primera enseñanza Elemental (junio de 1898), y al año siguiente consiguió el título de Maestra de primera enseñanza Superior con la calificación de Sobresaliente. Finalmente, en junio del 1901, superó la Reválida de Grado Normal con la calificación de Aprobada.

### Labor docente
El 2 de marzo de 1905 accedió por oposición a la plaza de maestra en la Escuela Pública de Niñas de Horcajo de Santiago (Cuenca). Ese mismo año, el 14 de julio, consiguió, también por oposición, la de profesora numeraria en la Escuela Normal Superior de Maestras de Bilbao. Inicialmente, tanto ella como Matilde Jove y Canella (maestra ovetense que se hizo con otra plaza en la sección de Ciencias) se vieron suspendidas de empleo y sueldo, debido a la oposición de la Comisión Mixta de la Normal a su nombramiento. Afortunadamente, tras la ratificación del Ministerio de Instrucción Pública, se levantó dicha suspensión y ambas maestras (quienes compartirían años de docencia y, en ocasiones, asignaturas comunes) pudieron empezar a impartir sus clases, no sin tener que lidiar al principio con el rechazo de las corporaciones sostenedoras de la Normal. Ello no la desmoralizó en absoluto, como lo demuestra el hecho de que una de sus primeras iniciativas fuera la solicitud de una larga lista de material de laboratorio.
A pesar de estos contratiempos iniciales, Martina Casiano proseguiría su labor como docente, dando clases exclusivamente a mujeres, a lo largo de casi 30 años. Desempeñó su trabajo fundamentalmente como profesora titular de Física y Química, pero también impartió clases de Nociones de Agricultura, Ciencias Físicas y Naturales, Aritmética, Álgebra y Geometría, Pedagogía, etc. Al parecer Casiano gozaba de una buena consideración entre sus alumnas por su forma de instruir a las mismas, y por la dedicación y el empeño que ponía en que las alumnas aprendiesen, si bien tenía fama de ser muy estricta en sus calificaciones. Se sabe además que llegó a desempeñar otros cargos dentro de la propia escuela: Secretaria, Vocal y hasta Presidenta del Tribunal. Al margen de su actividad docente, en esta primera etapa cabe destacar también su labor como vocal de la Junta de Protección de la infancia de Vizcaya, desde marzo de 1908 hasta octubre de 1911. En agosto de 1908 envió una interesante memoria al Ministerio de Instrucción Pública¸ sobre el tema: "Bases para la formación del Programa de Ciencias físico-químicas y naturales en las Escuelas Normales de Maestras para que su enseñanza resulte de una aplicación práctica en la vida de familia".

### Miembro de la SEFQ
No se tiene noticia de que la autora llegara a cursar estudios conducentes a un título universitario, pero no por ello dejó de buscar ampliar sus conocimientos, especialmente en aquellas asignaturas que impartía. Muestra de ello es que en 1911 obtuvo una beca del Ministerio de Instrucción Pública para poder ampliar sus estudios en Madrid por un periodo de 6 meses. Durante este tiempo, realizó trabajos prácticos de Química en el laboratorio de la Facultad de Farmacia bajo la tutela de los profesores Casares y Piña. Como pensión percibió la nada desdeñable cantidad de 200 pts. mensuales más 105 pts. en concepto de viajes.
Es en esta época, en concreto el 4 de marzo de 1912, cuando presentada por los propios Casares y Piña, Martina Casiano ingresó en la Sociedad Española de Física y Química (SEFQ), convirtiéndose así en la primera mujer miembro.  A pesar de ello, parece que su pertenencia a la misma pasó prácticamente desapercibida, como lo prueba el hecho de que en 1921 Carmen Pradel fuera felicitada en una de las sesiones por ser la primera mujer miembro de la SEFQ.
El 27 de junio de 1912 la Junta para la Ampliación de Estudios (JAE) le concedió otra beca para que continuara sus estudios durante un año en Alemania, siendo una de las primeras mujeres en recibir esta ayuda. El importe de la misma ascendía a 350 pts. mensuales, más 500 pts. para desplazamientos y 300 pts. para matrículas. Martina Casiano, conocedora del alemán y francés, había seguido el movimiento científico en Alemania, mostrando un gran interés en enviar allí al mayor número de científicos posible e incidiendo en la cantidad de conocimientos nuevos que podrían traerse al país acerca de la educación en la Ciencia:
"En España producimos más hombres de letras que de ciencias y la vida de una nación no es posible sostenerla de esta forma... No tenemos laboratorios porque no hay dinero y sería preciso añadir a veces, lo poco que hay no saben en qué emplearlo, y aquí resulta un círculo vicioso del que no saldremos tan fácilmente: sin laboratorios no habrá científicos y sin científicos no habrá laboratorios" (Martina Casiano)
Durante su estancia en Alemania, realizó en el primer semestre con el Dr. Wagner los trabajos del curso "Chemisches Praktikum für Lehrer". Así mismo, los referentes a "Analytisch-chemisches Praktikum" con los Drs. Hantzsch y Schäefer, "Anorganisch-chemisches Praktikum" con el Dr. Hanztsch, y "Analytische Chemie unter Beruksigtigung ihrer theoretischen Grundlagen" con el Dr. Schaefer. Durante el segundo semestre, realizó trabajos en "Experimental physik"con el Dr. Wiener.

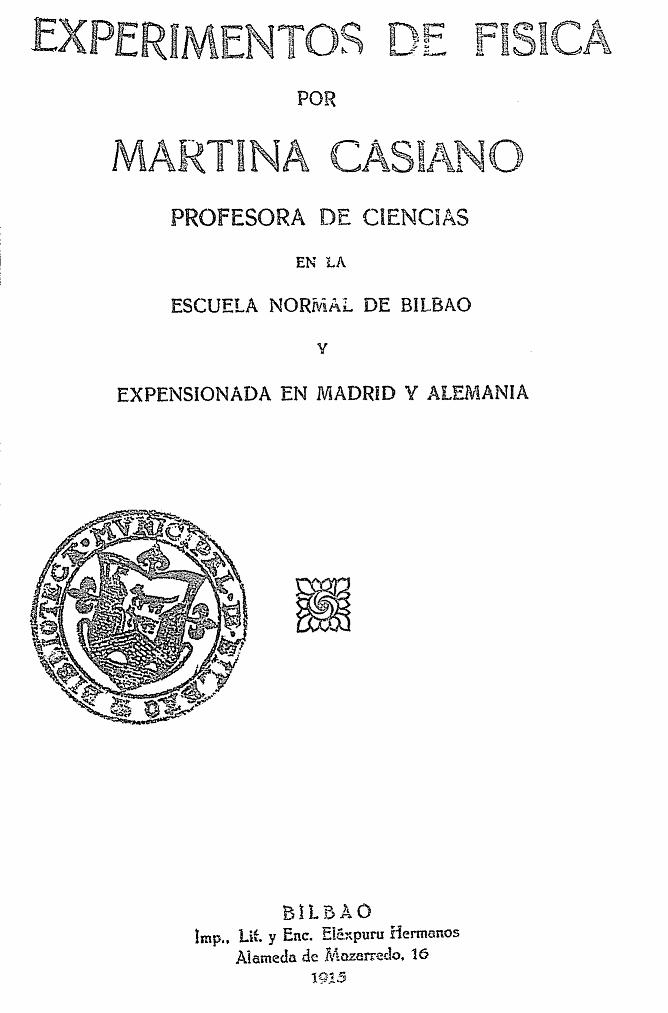
Portada del Libro "Los experimentos de Física" (M. Casiano)

Una vez finalizada su estancia en Alemania, se reincorporó a la Normal de Bilbao en el curso 1913-1914. Un nuevo local para las clases de prácticas, más amplio y mejor dotado, fue la principal novedad con la que se encontró a su vuelta. Por otro lado, fruto de sus años de experiencia y su investigación científica y pedagógica, Casiano escribió el trabajo "La Enseñanza de las Ciencias" y publicó en 1913 en Bilbao el libro de "Experimentos de Física", siendo el primer libro de experimentación escrito en Física por una mujer española. Con el mismo, trató de llenar el vacío de libros de prácticas en las que se tuvieran en cuenta las dificultades con las que se encontraban los profesores de las Escuelas Normales a la hora de pretender que sus alumnos realizasen los experimentos. Un enfoque más pedagógico de lo que era usual, una amplia batería de experimentos detallados y útiles cuestiones, etc. son algunas de las características de esta obra que tendremos la oportunidad de analizar con más detenimiento en páginas posteriores.
En este segundo periodo de estancia en Bilbao, compaginó su trabajo en la Escuela Normal con otras actividades en las que se puede apreciar su interés por los temas científico-pedagógicos. Por ejemplo, el 30 de abril de 1914, pronunció en el Ayuntamiento de Bilbao una conferencia titulada "Bosquejos pedagógicos". También tuvo a su cargo la Estación Meteorológica de Bilbao, afecta al Instituto Geográfico, desde agosto de 1923. Además formó parte de la Comisión calificadora de Vizcaya en las oposiciones verificadas en 1928. En 1931 ejerció de Presidenta del Tribunal del Cursillo de selección de profesional de Vizcaya. Como colofón, este último año fue también el de su ingreso en la Asociación Española para el Progreso de la Ciencia (AEPPC).

### Guerra Civil y periodo posterior
Desafortunadamente, a partir de la Guerra Civil Española, los datos que se tienen sobre Martina Casiano son muy escasos. Se sabe que Martina, junto con su hermana Baltasara Paula, formó parte de la tripulación del mercante Galdames que el 5 de marzo de 1937 fue apresado a la altura del Cabo Machichaco por las fuerzas fascistas cuando se dirigía a Bilbao desde Bayona. La tripulación y pasajeros del Galdames fueron condenados a prisión e incluso algunos murieron fusilados, pero parece que tanto Martina como su hermana sobrevivieron.
Al final de la Guerra Civil Española le fue abierto un expediente de depuración por el que se le imponía la sanción de suspensión de empleo y sueldo y traslado forzoso a la escuela de Maestros y Maestras de Cádiz, donde estuvo trabajando junto con su hermana Baltasara Paula. En Cádiz Martina Casiano llegó a ser Catedrática Numeraria de Ciencias, impartiendo clases de Física, Química, Higiene, Fisiología e Historia Natural tanto en la Escuela Normal de Maestras "Fernán Caballero" como en la Escuela Normal de Maestros "Manuel de Falla" hasta su jubilación (1950-51).

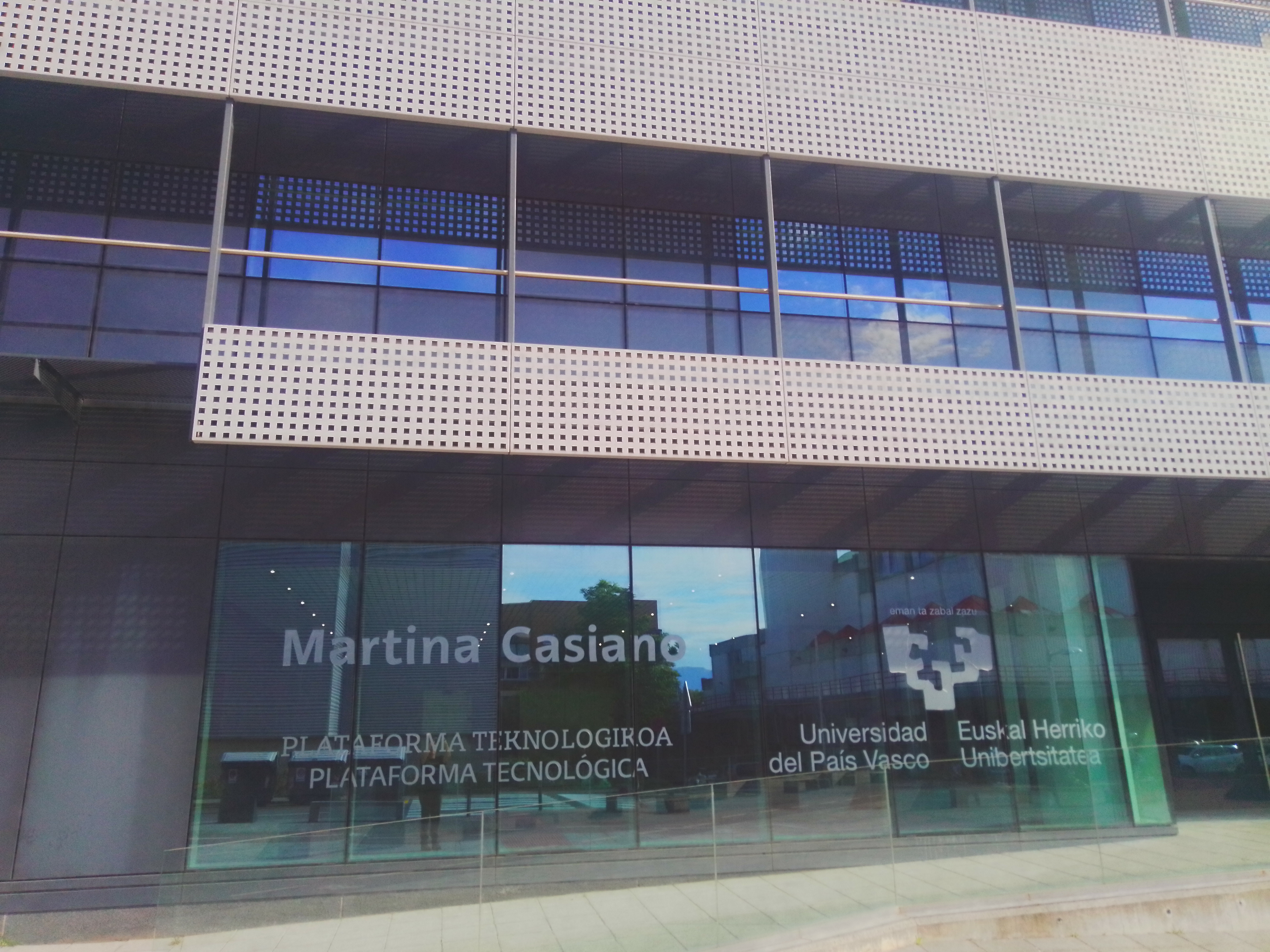
Plataforma Tecnológica del Parque Científico de la UPV/EHU.

## Reconocimientos
En el Parque Científico de la Universidad del País Vasco han llamado "Martina Casiano" a la Plataforma Tecnológica.